# Diego García (marche)
Pour les articles homonymes, voir Diego García (fond).
Diego García Carrera, né le 19 janvier 1996 à Madrid, est un athlète espagnol, spécialiste de la marche. Il remporte deux médailles européennes sur 20 km, une en argent à Berlin en 2018 et une bronze à Munich en 2022.

## Carrière
Diego García gagne la médaille d'argent sur 10 000 m lors des Championnats du monde juniors de 2014, après la médaille de bronze lors de ceux de la jeunesse en 2013. Il devient ensuite champion d'Europe junior en 2015 et champion d'Europe espoirs en 2017.
L'Espagnol décroche sa première médaille internationale sénior lors des championnats d'Europe 2018 de Berlin, en terminant deuxième du 20 km en 1 h 20 min 48 s, à seulement six secondes de son compatriote Alvaro Martin. Après une sixième place aux Jeux Olympiques de Tokyo en 2021, il monte une nouvelle fois sur un podium européen en 2022 à Munich, en finissant troisième derrière Alvaro Martin et le Suédois Perseus Karlstrom.

## Palmarès
| Date | Compétition              | Lieu      | Résultat | Épreuve      | Performance     |
| ---- | ------------------------ | --------- | -------- | ------------ | --------------- |
| 2018 | Championnats d'Europe    | Berlin    | 2e       | 20 km marche | 1 h 20 min 48 s |
| 2019 | Championnats du monde    | Doha      | 35e      | 20 km marche | 1 h 41 min 14 s |
| 2021 | Coupe d'Europe de marche | Poděbrady | 3e       | 20 km marche | 1 h 19 min 19 s |
| 2021 | Jeux olympiques          | Sapporo   | 6e       | 20 km marche | 1 h 21 min 57 s |
| 2022 | Championnats du monde    | Eugene    | 16e      | 20 km marche | 1 h 23 min 21 s |
| 2022 | Championnats d'Europe    | Munich    | 3e       | 20 km marche | 1 h 19 min 45 s |

## Records
| Épreuve      | Performance     | Lieu       | Date            |
| ------------ | --------------- | ---------- | --------------- |
| 20 km marche | 1 h 18 min 19 s | La Corogne | 18 mai 2024     |
| 35 km marche | 2 h 29 min 4 s  | Cieza      | 26 février 2023 |